# Rektion
Rektion eller styrning är en syntaktisk term som betecknar det förhållande att ett ord har vissa krav på underordnade satsled. Kraven gäller dels antal underordnade led, dels den morfologiska formen hos dessa. Oftast har termen använts om verbrektion. Man skiljer till exempel på verb som inte tar något objekt (sova), verb som tar direkt objekt (tvätta byxor) och verb som tar såväl direkt som indirekt objekt (ge ngn pengar). Dessa egenskaper åsyftas med termerna intransitiv, transitiv och bitransitiv. De underordnade leden kan utgöras av till exempel nominalfraser (som i ovannämnda exempel), prepositionsfraser (hoppas på ngt) eller infinitiver (be ngn komma). Även adjektiv kan utöva rektion; jfr värd beröm, full av äpplen. Verbalnomen kräver ofta samma underordnade led som utgångsverbet, men inte sällan i modifierad form: hoppas på fred – hopp om fred. Det direkta objektets nominalfras måste förändras: tvätta byxor – tvätt av byxor. Prepositioner, slutligen, bestämmer kasus på efterföljande substantiv eller pronomen (tyska: an mich, bei mir). Även detta förhållande kallas rektion.
Rektion kan realiseras såväl med som utan flektionella medel, i motsats till en annan viktig syntaktisk mekanism, kongruens, vilken alltid realiseras flektionellt. 
Det finns också en senare, sekundär, användning av termen rektion, nämligen som beteckning på det satsled som utgör bestämning till en preposition. En alternativ benämning på detta satsled är prepositionens objekt eller komplement. Emellertid är sammansättningen prepositionsobjekt tvetydig: i exemplet Hon tänker på honom kan såväl hela prepositionsfrasen på honom som nominalfrasen honom betecknas med denna term. 